# ميناء المعقل
ميناء المعقل من أقدم الموانئ العراقية، تم إنشاؤه عام 1916 في منطقة شط العرب التي تبعد نحو 135 كم عن الساحل العراقي المطل على الخليج العربي (خليج البصرة).
يحتوي الميناء على 15 رصيفاً، وتبلغ مساحة الرصيف الواحد 4000 متر مربع، أما طول الواجهة الأمامية فيصل إلى نحو 2.5 كم، وتحتوي الأرصفة على 45 رافعة كهربائية. ويستقبل البواخر حتى غاطس 9 متر.
تم تأسيس الميناء عام 1916 باعتباره ميناء عسكريا تابعا للقوات البريطانية، وقد شهد العديد من التطويرات وأعمال التوسعة، إلا أن الحرب العراقية الإيرانية تسببت في وقف نشاط الميناء بالإضافة إلى السفن والمراكب التي غرقت في مياهه.
في الوقت الحالي، تم وضع المخططات لتنظيف وكري المياه و إزالة الغوارق بالإضافة إلى تطويرات أخرى لجعل الميناء يعمل بالطاقة القصوى. وقد قررت وزارة النقل العراقية فتح الجسور التي على نهر شط العرب ساعة يوميا لدخول السفن إلى الميناء.